# Jucika
Jucika és una tira còmica hongaresa creada per Pál Pusztai i publicada per primera vegada el 4 de gener del 1957 a la revista Érdekes Újság.
Estava protagonitzada per una xica jove i va ser una de les tires còmiques més populars del país, transcendint el mitjà i sent publicada a altres països del Bloc de l'Est, la Xina, o el Canadà. Entre el 15 de gener del 1959 i el 3 de desembre del 1970, any de mort de l'autor, es va publicar a l'única revista humorística del país, Ludas Matyi.
A finals de la dècada del 2010, les historietes de Jucika esdevenen un fenomen viral quan es recuperen i comparteixen per internet, esdevenint popular a països com el Japó.